# Norges idrettsforbund og olympiske og paralympiske komité
Norges idrettsforbund og olympiske og paralympiske komité (kurz NIF; Kurzform: Norges idrettsforbund; deutsch Norwegens Sportverband und Olympisches und Paralympisches Komitee) ist der nationale Dachverband für den Sport in Norwegen. Seinen Sitz hat es beim Ullevaal-Stadion im Haus des Sports (Idrettens Hus) in Oslo. Der Verband ist Norwegens größte Freiwilligenorganisation, in der über 2 Millionen Mitglieder in mehr als 11.000 Vereinen und Sportgruppen aktiv sind. Er setzt sich aus 54 Sportfachverbänden sowie 19 Sportbezirken zusammen, die etwa den Fylkegrenzen entsprechen. Auf kommunaler Ebene gibt es landesweit 366 Sporträte, die die Vereine dabei unterstützen, ihren Bedarf für sportliche Einrichtungen gegenüber den Behörden zur Geltung zu bringen. Dabei erweist sich – gemessen an den Mitgliedszahlen – Fußball als beliebteste Sportart in Norwegen, gefolgt vom Skisport an zweiter und Betriebssport an dritter Stelle. Auch Golf (4.) und Handball (5.) zählen mit über 100.000 Mitgliedern zu den populären Freizeitaktivitäten im Land.
Seit 1952 vergibt der Verband die Auszeichnung Fearnleys olympiske ærespris (dt. „Fearnleys olympischer Ehrenpreis“), mit der nach jeden Sommer- und Winterspielen die erfolgreichsten Athleten Norwegens bei den Olympischen Spielen geehrt werden.

## Geschichte
Am 15. März 1861 gründete sich der Vorläufer des Verbandes: die Zentralvereinigung für die Ausbreitung von Leibesübungen und Waffengebrauch (Centralforeningen for Udbredelse af Legemsøvelser og Vaabenbrug). Die Führung der Anfangsjahre sah im Sport vor allem ein Mittel, die Verteidigungskraft des Landes zu stärken. In den folgenden Jahren erfolgten mehrere Namensänderungen: 1893 verkürzt in Zentralvereinigung für die Ausbreitung des Sports (Centralforeningen for Udbredelse af Idræt), 1910 in Norwegens Reichsverband für Sport (Norges Riksforbund for Idræt) und 1919 in Norwegens Landesverband für Sport (Norges landsforbund for Idrett).
Größter Gegenspieler war bis 1940 der eher ideologisch geprägte Sportverband der Arbeiter (Arbeidernes Idrettsforbund) von 1924. Mit ihm einigte sich der Verband nach der deutschen Besetzung Norwegens auf eine Zusammenlegung der beiden Organisationen. Seit 1946 nennt sich der Verband Norges Idrettsforbund, seine heutige Kurzform; seine Langform entstand durch die Zusammenschlüsse mit dem norwegischen NOK 1996 und dem Behindertensportverband Norges Funksjonhemmeds Idrettsforbund 2008.
Vom Verband wurden die Olympischen Winterspiele von 1952 in Oslo und 1994 in Lillehammer organisiert.

## Mitgliedsverbände
| Mitgliedsverband | Sportart                                            | Gründungs- jahr | Gruppen                  | Mitglieder                   |
| --- | --------------------------------------------------- | --------------- | ------------------------ | ---------------------------- |
| Norges Ake-, Bob- og Skeletonforbund | Rennrodeln, Bobsport, Skeleton                      | 1935            | 10                       | 464                          |
| Norges Amerikanske Idretters Forbund, bis 2009: Norges Amerikansk Fotball og Cheerleading Forbund (gegr. 1987) Norges Frisbeeforbund (gegr. 1979) Norges Lacrosse Forbund (gegr. 2007) | American Football, Cheerleading Frisbee, Lacrosse   | 2010            | Football: 38 Frisbee: 31 | Football: 2662 Frisbee: 1140 |
| Norges Badminton Forbund | Badminton                                           | 1938            | 119                      | 5318                         |
| Norges Bandyforbund | Bandy                                               | 1920            | 331                      | 21.938                       |
| Norges Basketballforbund | Basketball                                          | 1968            | 149                      | 10.946                       |
| Norges Bedriftsidrettsforbund | Betriebssport                                       | 1957            | 3980                     | 146.524                      |
| Norges Biljardforbund | Billard                                             | 1981            | 36                       | 3873                         |
| Norges Bokseforbund | Boxen                                               | 1913            | 66                       | 3867                         |
| Norges Bordtennisforbund | Tischtennis                                         | 1946            | 107                      | 5190                         |
| Norges Bowlingforbund | Bowling                                             | 1962            | 104                      | 2889                         |
| Norges Bryteforbund | Ringen                                              | 1913            | 49                       | 6426                         |
| Norges Bueskytterforbund | Bogenschießen                                       | 1948            | 87                       | 3834                         |
| Norges Castingforbund | Casting                                             | 1952            | 33                       | 3668                         |
| Norges Cricketforbund | Cricket                                             |                 | 39                       | 2215                         |
| Norges Curlingforbund | Curling                                             | 1956            | 26                       | 2361                         |
| Norges Cykleforbund | Radsport                                            | 1910            | 290                      | 29861                        |
| Norges Danseforbund | Tanzsport                                           | 1938            | 111                      | 16.629                       |
| Norges Dykkeforbund | Tauchsport                                          | 1957            | 162                      | 6573                         |
| Norges Fekteforbund | Fechten                                             | 1911            | 21                       | 1262                         |
| Norges Fleridrettsforbund | Boccia & Teppich-Curling, Pétanque, Friskis&Svettis | 2007            | 148                      | 34.154                       |
| Norges Fotballforbund | Fußball                                             | 1902            | 1753                     | 364.834                      |
| Norges Fri-idrettsforbund | Leichtathletik                                      | 1896            | 840                      | 66.585                       |
| Norges Golfforbund | Golf                                                | 1948            | 187                      | 125.388                      |
| Norges Gymnastikk- og Turnforbund | Gymnastik, Turnen                                   | 1890            | 406                      | 83.859                       |
| Norges Håndballforbund | Handball                                            | 1937            | 720                      | 104.349                      |
| Norges Hundekjørerforbund | Mushing                                             | 1951            | 59                       | 3707                         |
| Norges Ishockeyforbund | Eishockey                                           | 1934            | 90                       | 10.907                       |
| Norges Judoforbund | Judo                                                | 1967            | 67                       | 3708                         |
| Norges Kampsportforbund | Kampfsport                                          | 1973            | 407                      | 27.592                       |
| Norges Kickboxing Forbund | Kickboxen                                           | 1984            | 55                       | 3816                         |
| Norges Klatreforbund | Klettern                                            | 1992            | 157                      | 12.051                       |
| Norges Luftsportforbund | Luftsport                                           | 1971            | 237                      | 15.132                       |
| Norges Motorsportforbund | Motorsport                                          | 1916            | 303                      | 19.598                       |
| Norges Orienteringsforbund | Orientierungslauf                                   | 1945            | 384                      | 22.418                       |
| Norges Padleforbund | Paddeln                                             | 1934            | 102                      | 16.313                       |
| Norges Roforbund | Rudern                                              | 1900            | 53                       | 3948                         |
| Norges Rugbyforbund | Rugby                                               | 1982            | 27                       | 1502                         |
| Norges Rytterforbund | Reitsport                                           | 1915            | 368                      | 29.094                       |
| Norges Seilforbund | Segeln                                              | 1970            | 110                      | 22.177                       |
| Norges Skiforbund | Skisport                                            | 1908            | 1145                     | 168.778                      |
| Norges Skiskytterforbund | Biathlon                                            | 1983            | 180                      | 8298                         |
| Norges Skytterforbund | Sportschießen                                       | 1946            | 506                      | 26.849                       |
| Norges Skøyteforbund | Eislauf                                             | 1893            | 96                       | 7117                         |
| Norges Snowboardforbund | Snowboard                                           | 1986            | 61                       | 3600                         |
| Norges Softball og Baseball Forbund | Softball, Baseball                                  | 1991            | 20                       | 715                          |
| Norges Squashforbund | Squash                                              | 1980            | 31                       | 2118                         |
| Norges Studentidrettsforbund | Hochschulsport                                      | 1913            | 72                       | 24.796                       |
| Norges Styrkeløftforbund | Kraftdreikampf                                      | 1974            | 77                       | 4424                         |
| Norges Svømmeforbund | Schwimmsport                                        | 1910            | 246                      | 49.119                       |
| Norges Tennisforbund | Tennis                                              | 1909            | 137                      | 22.366                       |
| Norges Triathlonforbund | Triathlon                                           | 1985            | 83                       | 4889                         |
| Norges Vannski- og Wakeboard Forbund | Wasserski, Wakeboard                                | 1961            | 25                       | 1782                         |
| Norges Vektløfterforbund | Gewichtheben                                        | 1946            | 44                       | 3054                         |
| Norges Volleyballforbund | Volleyball                                          | 1946            | 352                      | 19.544                       |
| NIF (gesamt) | Sport                                               | 1861            | 11.336                   | ca. 2.047.000                |

## Präsidenten
| Amtszeit                                                                 | Präsident                |
| Centralforeningen                                                        | Centralforeningen        |
| ------------------------------------------------------------------------ | ------------------------ |
| 1861–1864                                                                | Otto Richard Kierulf     |
| 1864–1867                                                                | Nils Christian Irgens    |
| 1867–1869                                                                | Otto Richard Kierulf     |
| 1869–1878                                                                | Lars Broch               |
| 1878–1881                                                                | Lars Christian Dahll     |
| 1881–1885                                                                | Edvard Eriksen           |
| 1885–1887                                                                | Olaf Petersen            |
| 1887–1892                                                                | Andreas Løwlie           |
| 1892–1902                                                                | Carl Sylow               |
| 1902–1904                                                                | Thorvald Prydz           |
| 1904–1906                                                                | Frithjof Jacobsen        |
| 1906–1910                                                                | Oscar S. J Strugstad     |
| Norges Riksforbund for Idræt (1910–1919)                                 |                          |
| 1910–1914                                                                | Johan Martens            |
| 1914–1918                                                                | Johan Sverre             |
| 1918–1919                                                                | Leif Rode                |
| Norges Landsforbund for Idræt (NLF, 1919–1940)                           |                          |
| 1919–1925                                                                | Hjalmar Krag             |
| 1925–1930                                                                | Leif Rode                |
| 1930–1932                                                                | Jørgen Martinius Jensen  |
| 1932–1936                                                                | Daniel Eie               |
| 1936–1940                                                                | Carl Christiansen        |
| Arbeidernes Idrettsforbund (AIF, 1924–1941)                              |                          |
| 1924–1926                                                                | Harald Liljedahl         |
| 1926–1927                                                                | Oscar Hansen             |
| 1927–1928                                                                | Thor Jørgensen           |
| 1928–1931                                                                | Thorvald Olsen           |
| 1931–1935                                                                | Trygve Lie               |
| 1935–1939                                                                | Arthur Ruud              |
| 1939–1940                                                                | Rolf Hofmo               |
| 1940–1941                                                                | Olaf Helset              |
| Kriegsjahre (1940–1946)                                                  |                          |
| 1940–1940                                                                | Olaf Helset (abgesetzt)  |
| 1940–1942                                                                | Egil Reichborn-Kjennerud |
| 1942–1944                                                                | Charles Hoff             |
| Norges Idrettsforbund (NIF, 1946–1996)                                   |                          |
| 1946–1948                                                                | Olaf Helset              |
| 1948–1951                                                                | Arthur Ruud              |
| 1961–1965                                                                | Axel Proet Høst          |
| 1965–1967                                                                | Johan Chr. Schønheyder   |
| 1967–1963                                                                | Torfinn Bentzen          |
| 1973–1984                                                                | Ole Jacob Bangstad       |
| 1984–1990                                                                | Hans B. Skaset           |
| 1990–1994                                                                | William Engseth          |
| 1994–1996                                                                | Arne Myhrvold            |
| Norges olympiske komite (NOK, 1965–1996)                                 |                          |
| 1965–1969                                                                | Jørgen Jahre             |
| 1969–1985                                                                | Arne B. Mollén           |
| 1985–1989                                                                | Jan Gulbrandsen          |
| 1989–1996                                                                | Arne Myhrvold            |
| Norges idrettsforbund og olympiske komite (NIF, 1996–2007)               |                          |
| 1996–1999                                                                | Arne Myhrvold            |
| 1999–2004                                                                | Kjell Olav Kran          |
| 2004–2004                                                                | Grethe Fossli            |
| 2004–2007                                                                | Karl-Arne Johannessen    |
| 2007–2007                                                                | Odd-Roar Thorsen         |
| 2007–2007                                                                | Tove Paule               |
| Norges idrettsforbund og olympiske og paralympiske komite (NIF, ab 2007) |                          |
| 2007–2011                                                                | Tove Paule               |
| 2011–2015                                                                | Børre Rognlien           |
| 2015–                                                                    | Tom Tvedt                |